# Acmadenia nivea
Acmadenia nivea là một loài thực vật có hoa trong họ Cửu lý hương. Loài này được I.Williams mô tả khoa học đầu tiên năm 1978.